# Формиат никеля(II)
Формиат никеля(II) — неорганическое соединение,
соль никеля и муравьиной кислоты с формулой Ni(HCO2)2,

растворяется в воде,
образует кристаллогидраты — зелёные кристаллы.

## Получение
- Реакция гидроксида или карбоната никеля(II) с муравьиной кислотой:

{\displaystyle {\mathsf {Ni(OH)_{2}+2HCOOH\ {\xrightarrow {}}\ Ni(HCOO)_{2}+2H_{2}O}}}
{\displaystyle {\mathsf {NiCO_{3}+2HCOOH\ {\xrightarrow {}}\ Ni(HCOO)_{2}+CO_{2}\uparrow +H_{2}O}}}

## Физические свойства
Формиат никеля(II) образует кристаллы.
Растворяется в воде, не растворяется в муравьиной кислоте.
Образует кристаллогидрат состава Ni(HCO2)2•2H2O — зелёные кристаллы
моноклинной сингонии,
пространственная группа P 3 21/c,
параметры ячейки a = 0,860 нм, b = 0,706 нм, c = 0,921 нм, β = 96,83°, Z = 4.

## Химические свойства
- Разлагается при нагревании[2]:

{\displaystyle {\mathsf {Ni(HCOO)_{2}\cdot 2H_{2}O\ {\xrightarrow[{-H_{2}O}]{160^{o}C}}\ Ni(HCOO)_{2}\ {\xrightarrow {260^{o}C}}\ Ni+H_{2}\uparrow +2CO_{2}\uparrow }}}

## Применение
- Применяется при изготовлении гетерогенных никелевых катализаторов гидрирования.